# André Strohl
Pour les articles homonymes, voir Strohl.
André Strohl, né le 20 mars 1887 à Poitiers et mort le 10 mars 1977 dans le 14e arrondissement de Paris, est un médecin français. Il est connu pour sa participation, en 1916 à la description initiale du syndrome de Guillain-Barré (auquel son nom est parfois ajouté).

## Biographie

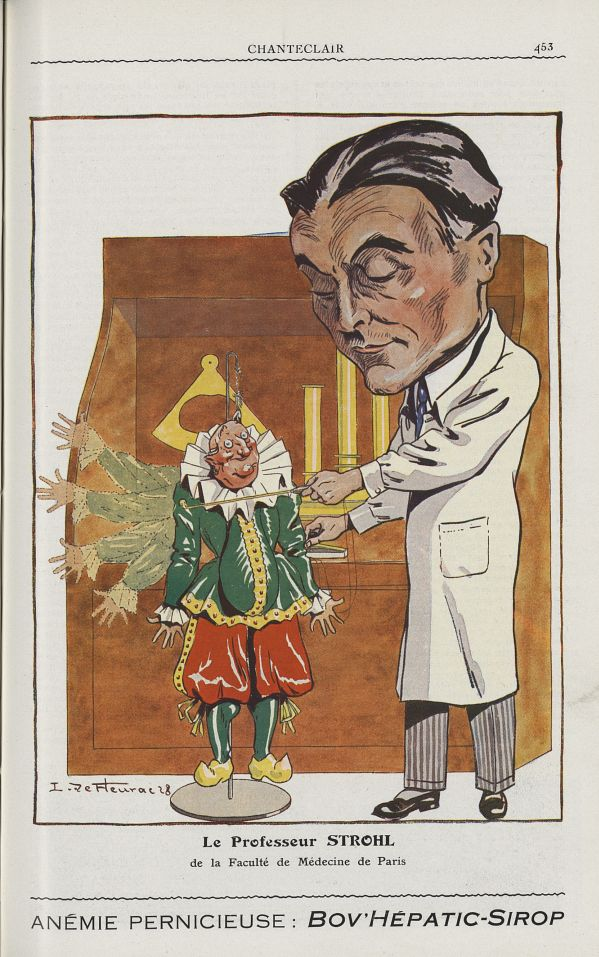
« Le Professeur Strohl de la Faculté de médecine de Paris », portrait charge par L. De Fleurac, in: Chanteclair, 1928, p. 453. Coll. de la Bibliothèque interuniversitaire de Santé.

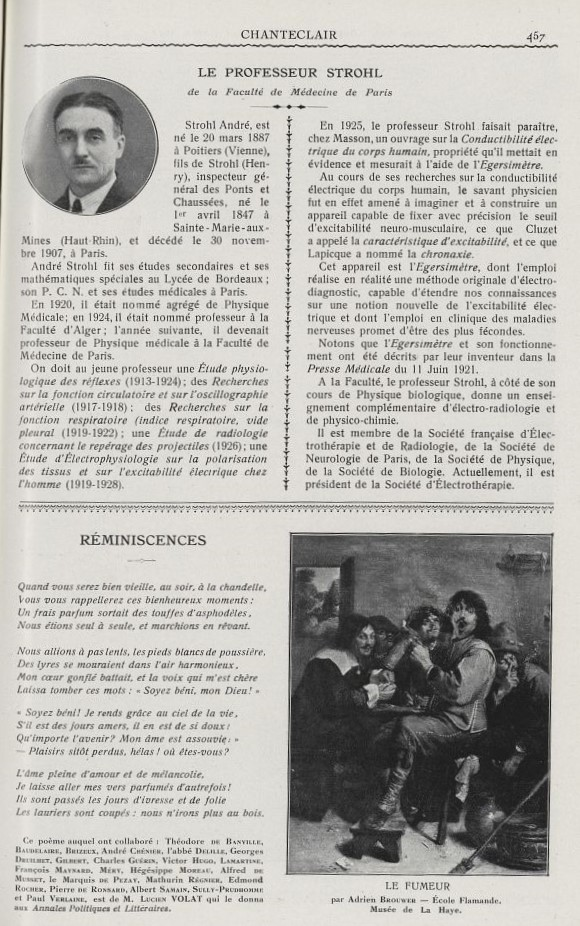
« Le Professeur Strohl de la Faculté de médecine de Paris », in: Chanteclair, 1928, p. 457. Coll. de la Bibliothèque interuniversitaire de Santé.

Il est le fils d'Henry Strohl, inspecteur général des ponts et chaussées et frère de Pierre Strohl. Il est d'origine à la fois alsacienne du côté paternel et bordelaise par sa mère. Son père l’initie aux mathématiques, mais pensait que sa santé fragile l'empêcherait de préparer les concours des grandes écoles. Il s’inscrit en médecine à l’âge de 17 ans mais abandonne provisoirement cette discipline quelques années plus tard pour se consacrer à l'étude des mathématiques, de la physique et de la chimie en Sorbonne où il obtient un diplôme de sciences naturelles et de physique. Il reprend ensuite ses études médicales et en 1913, âgé de 26 ans, soutient sa thèse de doctorat en médecine. En 1914 il obtient un second doctorat, cette fois-ci en physique.
Bien que dispensé du service militaire pour raisons de santé, il se porte volontaire et durant la Première Guerre mondiale il sert en qualité de radiologue. Ses connaissances scientifiques sont mises à profit lorsqu'il utilise différentes méthodes de projection pour localiser les balles ou les éclats d’obus selon leurs trajectoires ce qui représentait une aide appréciable pour les chirurgiens. C'est dans ce contexte qu'il fait la connaissance de Guillain et Barré et c'est lui qui réalise les études électrophysiologiques des deux soldats qui étaient leurs patients, confirmant l'aréflexie sur le plan électrique et remarquant la conservation de la réponse idio-musculaire.
À l'âge de 35 ans, il est élu membre titulaire de l'Académie de médecine, devenant ainsi le plus jeune académicien de sa génération. En 1924, Strohl est nommé professeur de médecine physiologique à Alger. Deux ans plus tard il se voit décerner le même titre par l'Université de Paris. Il est l’auteur de plusieurs manuels de physique médicale. Il étudie notamment les gradients électriques de la peau et l’excitabilité neuromusculaire. Il prend sa retraite en 1957.

## Œuvres et publications
- Contribution à l'étude physiologique des réflexes chez l'homme. Les réflexes d'automatisme médullaire. Le phénomène des raccourcisseurs, [Thèse Université de Paris, 1913], Paris, G. Steinheil, 1913.
- L'Exploration de l'excitabilité électrique neuro-musculaire par des courants de faible durée, Paris : Vigot frères , 1921.
- Contribution à l'étude physique de la conductibilité électrique des organismes vivants, Paris, Masson et cie , 1924.
- La conductibilité électrique du corps humain,	Paris, Masson et cie, 1925.
- Précis de physique médicale, 1935.
- Conductibilité et excitabilité électriques du nerf, Paris, Masson, 1942.

En collaboration
- avec G. Guillain, J. A. Barré, « Le réflexe médio-plantaire : Étude de ses caractères graphiques et de son temps perdu. », Bulletins et mémoires de la Société des Médecins des Hôpitaux de Paris, 1916, 40: 1459-1462.
- avec G. Guillain, J. A. Barré, « Sur un syndrome de radiculonévrite avec hyperalbuminose du liquide céphalo-rachidien sans réaction cellulaire. Remarques sur les caractères cliniques et graphiques des réflexes tendineux. », Bulletins et mémoires de la Société des Médecins des Hôpitaux de Paris, 1916, 40: 1462-1470.
- avec André Dognon, Précis de physico-chimie biologique et médicale, Paris : Masson, 1929.
- avec Alexandre Blanchetière, Leçons de physico-chimie à l'usage des médecins et des biologistes, Paris, Masson, 1930.
- avec Michel Berger,Les isotopes radioactifs en biologie, Paris, Masson et cie, 1946.
- avec Julien Guelfi, Abrégé de mathématiques à l'usage des étudiants en médecine, Masson, Paris, 1963.
- avec Joseph Duhamel, J C Roques, P Eschapasse, Physique, Paris, Masson et Cie, 1963.
- avec André Djourno, Danièle Kayser, Anesthésie et sommeil électriques, Paris : P.U.F., 1968.